# Vice-Premier ministre de Namibie
Le vice-Premier ministre de Namibie (en anglais : Deputy-Prime minister of Namibia) est l'une des plus hautes fonctions du gouvernement de la Namibie.
Le vice-Premier ministre est nommé par le président de la république de Namibie pour exercer toutes les fonctions nécessaires qui lui sont confiées par le président, le vice-président ou le Premier ministre.
Le titre du vice-premier ministre en anglais (Deputy-Prime minister) est écrit avec un trait d'union dans la Constitution de la Namibie.

## Liste des titulaires
| N° | Portrait               | Titulaire (Naissance-Mort)           | Mandat         | Mandat         | Mandat                     | Parti politique | Parti politique | Premier ministre              | Réf.  |
| N° | Portrait               | Titulaire (Naissance-Mort)           | Début          | Fin            | Durée                      | Parti politique | Parti politique | Premier ministre              | Réf.  |
| -- | ---------------------- | ------------------------------------ | -------------- | -------------- | -------------------------- | --------------- | --------------- | ----------------------------- | ----- |
| 1  | Hendrik Witbooi        | Hendrik Witbooi (en) (1934-2009)     | 21 mars 1990   | 21 mars 2005   | 15 ans                     |                 | SWAPO           | Hage Geingob Theo-Ben Gurirab | [ 1 ] |
| 2  | Libertine Amathila     | Libertine Amathila (née en 1940)     | 21 mars 2005   | 21 mars 2010   | 5 ans                      |                 | SWAPO           | Nahas Angula                  | [ 1 ] |
| 3  | Marco Hausiku          | Marco Hausiku (1953-2021)            | 21 mars 2010   | 21 mars 2015   | 5 ans                      |                 | SWAPO           | Nahas Angula Hage Geingob     | [ 1 ] |
| 4  | Netumbo Nandi-Ndaitwah | Netumbo Nandi-Ndaitwah (née en 1952) | 21 mars 2015   | 4 février 2024 | 8 ans, 10 mois et 14 jours |                 | SWAPO           | Saara Kuugongelwa-Amadhila    | [ 2 ] |
| 5  | John Mutorwa           | John Mutorwa (né en 1957)            | 9 février 2024 | 21 mars 2025   | 1 an, 1 mois et 11 jours   |                 | SWAPO           | Saara Kuugongelwa-Amadhila    | [ 3 ] |
| 6  | Natangwe Ithete        | Natangwe Ithete (né en 1976)         | 21 mars 2025   | en cours       | 2 mois et 29 jours         |                 | SWAPO           | Elijah Ngurare                | [ 4 ] |